# 스왈로 (음식)
스왈로(영어: swallow)는 카사바나 옥수수 등 녹말이 많이 든 채소나 곡물로 반죽처럼 만든 음식이다. 사하라 이남 아프리카 지역 및 이 지역의 영향을 많이 받은 카리브 제도 지역에서 주식으로 먹는다.
스왈로는 따뜻하게 내며, 손으로 뜯어서 둥글게 굴린 다음 수프나 소스, 스튜에 찍어 먹는다. 씹지 않고 삼키는 경우가 많다. 영어 "스왈로(swallow)"는 "삼키다"라는 뜻이다.

## 종류
| 이름                             | 이름                                               | 사진 | 주재료                 | 지역 |
| -------------------------------- | -------------------------------------------------- | ---- | ---------------------- | --- |
| 반쿠                             | 반쿠                                               |      | 옥수수, 카사바         | 가나 |
| 사자, 이시치왈라, 팔레체         | 사자, 이시치왈라, 팔레체                           |      | 옥수수                 | 보츠와나, 짐바브웨 |
| 아말라                           | 아말라 라풍                                        |      | 카사바                 | 나이지리아 |
| 아말라                           | 아말라 오게데                                      |      | 플랜틴                 | 나이지리아 |
| 아말라                           | 아말라 이수                                        |      | 마                     | 나이지리아 |
| 악플레, 아쿠메                   | 아목플레, 마쿠메, 반쿠                             |      | 옥수수가루, 카사바가루 | 가나, 토고 |
| 악플레, 아쿠메                   | 에웍플레, 에워쿠메, 에마쿠메                       |      | 옥수수가루             | 가나, 토고 |
| 에바                             | 에바                                               |      | 가리(카사바)           | 가나, 나이지리아 |
| 우갈리, 우부갈리, 우부가리, 포쇼 | 우갈리, 우부갈리, 우부가리, 포쇼                   |      | 옥수수                 | 르완다, 부룬디, 우간다, 케냐, 탄자니아 |
| 워                               | 워                                                 |      | 옥수수                 | 베냉 |
| 은시마                           | 은시마                                             |      | 옥수수                 | 말라위, 모잠비크, 잠비아 |
| 켄키, 도코노                     | 켄키, 도코노                                       |      | 카사바                 | 가나, 토고 |
| 코콘테                           | 코콘테                                             |      | 카사바                 | 가나, 토고 |
| 쾅가, 푼즈 파르다두              | 쾅가, 푼즈 파르다두                                |      | 카사바                 | 앙골라, 콩고 공화국, 콩고 민주 공화국 |
| 쿠쿠, 푼지                       | 쿠쿠, 푼지                                         |      | 옥수수가루, 오크라     | 소앤틸리스 |
| 톰톰                             | 톰톰                                               |      | 빵열매                 | 아이티 |
| 투오 자피                        | 투오 자피                                          |      | 옥수수, 카사바         | 가나 |
| 투워                             | 투원 마사라                                        |      | 옥수수                 | 나이지리아 |
| 투워                             | 투원 다와                                          |      | 수수                   | 나이지리아 |
| 투워                             | 투원 신카파                                        |      | 쌀                     | 나이지리아 |
| 팝                               | 팝                                                 |      | 옥수수                 | 나미비아, 남아프리카 공화국, 레소토, 에스와티니                                                                                            |
| 푸투                             | 푸투                                               |      | 옥수수                 | 남아프리카 공화국 |
| 푸푸, 우타라                     | 악푸, 우타라 악푸, 미스터 화이트, 로이로이, 산타나 |      | 카사바                 | 가나, 가봉, 기니, 나이지리아, 라이베리아, 베냉, 시에라리온, 중앙아프리카 공화국, 카메룬, 코트디부아르, 콩고 공화국, 콩고 민주 공화국, 토고 |
| 푸푸, 우타라                     | 옥수수 푸푸, 푸푸 콘, 파트 드 마이스               |      | 옥수수                 | 가나, 가봉, 기니, 나이지리아, 라이베리아, 베냉, 시에라리온, 중앙아프리카 공화국, 카메룬, 코트디부아르, 콩고 공화국, 콩고 민주 공화국, 토고 |
| 푸푸, 우타라                     | 카사바 푸푸, 우타라 이와                           |      | 카사바                 | 가나, 가봉, 기니, 나이지리아, 라이베리아, 베냉, 시에라리온, 중앙아프리카 공화국, 카메룬, 코트디부아르, 콩고 공화국, 콩고 민주 공화국, 토고 |
| 푸푸, 우타라                     | 플랜틴 푸푸, 우타라 아브리카                       |      | 플랜틴                 | 가나, 가봉, 기니, 나이지리아, 라이베리아, 베냉, 시에라리온, 중앙아프리카 공화국, 카메룬, 코트디부아르, 콩고 공화국, 콩고 민주 공화국, 토고 |
| 푸푸, 우타라                     | 이양, 우타라 지, 파운디드 얌                       |      | 마                     | 가나, 가봉, 기니, 나이지리아, 라이베리아, 베냉, 시에라리온, 중앙아프리카 공화국, 카메룬, 코트디부아르, 콩고 공화국, 콩고 민주 공화국, 토고 |
| 푼즈, 푼지, 음푼디               | 푼즈, 푼지, 음푼디                                 |      | 카사바                 | 앙골라 |
| 플라칼리                         | 플라칼리                                           |      | 카사바                 | 가나, 부르키나파소, 코트디부아르 |

## 같이 보기
- 가리
- 머멀리거
- 아리카
- 아시다
- 오기
- 포이